# Зефрам Кохрэйн
Зефрам Кохрэйн — персонаж из вселенной «Звёздный путь». Создатель варп-технологии, положившей начало выходу человечества за пределы Солнечной системы и контактам с другими цивилизациями. Впервые доктор Зефрам Кокрейн появляется в эпизоде оригинального сериала «Метаморфоза» в 1967 году. Роль Кохрейна в сериале исполнил Гленн Корбетт. 30 лет спустя, в 1996 году выходит восьмой полнометражный фильм «Звёздный путь: Первый контакт», в которой Зефрам Кохрэйн, сыгранный актёром Джеймсом Кромвеллом, является одним из основных действующих персонажей. 2001 году Джеймс Кромвелл вернулся к роли Зефрама Кохрэйна в сериале «Звёздный путь: Энтерпрайз».

## Жизнь и карьера
Согласно кинокартине «Звёздный путь: Первый контакт», незадолго до испытательного полета борги переместились в прошлое и скорее всего убили Кохрэйна, однако «Энтерпрайз-Е» под командованием Жан-Люк Пикара уничтожил сферу борга и остановил королеву и дронов. Именно благодаря им полет состоялся. После возвращения ученого на Землю прилетели вулканцы и поздравили людей с выходом в космос.
О дальнейшей жизни ученого мало что известно. После событий «Первого контакта» он стал конструктором кораблей в Звёздном флоте и в 2119 году пропал во время испытательного полета. В эпизоде «Метаморфоза» оригинального сериала выясняется, что Кохрэйн не погиб, как считалось, а оказался на далёком планетоиде, продлив свою жизнь с помощью некой инопланетной сущности, называемой им компаньоном.